# Iglesia de San Andrés Apóstol (Villamanrique)
La iglesia de San Andrés Apóstol es un inmueble de la localidad española de Villamanrique, en la provincia de Ciudad Real. Cuenta con el estatus de bien de interés cultural.

## Descripción
El edificio se encuentra bajo la advocación de San Andrés Apóstol y fue construido en estilo gótico. La iglesia, de una sola nave, aparece mencionada en el decimosexto volumen del Diccionario geográfico-estadístico-histórico de España y sus posesiones de Ultramar de Pascual Madoz, en la entrada correspondiente a Villamanrique, de la siguiente manera:

igl. parr. (San Andrés Apóstol), curato de entrada y provision de S. M. á propuesta del Tribunal especial de las Ordenes Militares como perteneciente á la de Santiago en su vicaría de Infantes.
(Madoz, 1850, p. 178)

El templo aparece descrito en el Diccionario histórico geográfico de la provincia de Ciudad-Real de Inocente Hervás y Buendía con las siguientes palabras:

Descuella y se descubre su iglesia con su gallarda torre á larga distancia. Da á ella ingreso graciosa portada del Renacimiento, protegida por un arco con sus molduras en el intrados y coronada por bella galería formada por cinco arcos de medio punto sobre elegantes columnas jónicas. Aunque abundan en ella los primores de talla no ofenden al buen gusto. La iglesia de una sola nave de orden compuesto descansa sobre columnas estriadas de estilo corintio. Su retablo mayor de una ejecución maravillosa, aunque en la profusión de sus adornos se sienten ya los pasos del churreguerismo, su talla es tan primorosa y delicada y su dorado tan fino que no desdice el templo que le custodia. La torre está formada por dos cuerpos, cuadrado el primero y octógono el segundo y coronada por gracioso chapitel, á la cual da acceso una artística escalera de caracol. Su semejanza con la arruinada de Montiel era tan perfecta que parecían obra de un mismo artífice. Está dedicada a S. Andrés y tiene la categoría de primer ascenso. Las capillas de N. Sra. de Gracia y de Martín de Ulloa aparecen ya edificadas en el siglo XVI.
(Hervás y Buendía, 1899, pp. 603-604)

El inmueble fue declarado bien de interés cultural, con la categoría de monumento, el 8 de octubre de 1991, mediante un decreto publicado el día 30 de ese mismo mes en el Diario Oficial de Castilla-La Mancha.